# وفاق بشار
وفاق بشار، هو نادٍ رياضيٌّ جزائريٌّ لكرة القدم تأسس عام 1943م.

## وصلات خارجية
- الرابطة الجزائرية المحترفة الأولى ،والثانية ، لكرة القدم